# Tros Pla
El Tros Pla és una partida rural del terme municipal de Conca de Dalt, a l'antic terme d'Hortoneda de la Conca), al Pallars Jussà. És en territori del poble d'Hortoneda.
Està situat a prop i a l'oest d'Hortoneda, al nord de la Carretera d'Hortoneda, a migdia dels Horts de la Font del Cabrer i al nord-est dels Trossos de la Font dels Malalts.
Consta de 5,5470 hectàrees de conreus de secà i pastures i algunes zones improductives.